# بلدة حضرية
البلدة الحضرية (في ميشيغان ومينيسوتا وأوهايو) أو المدينة الحضرية (في ويسكونسن) هو اسم وحدة الحكم المحلي في عدة ولايات وسط غرب الولايات المتحدة. وعمومًا، تُعطي البلدة الحضرية سلطة محلية أكبر من سلطة البلدة وأقل من سلطة المدينة. وغالبًا، تستخدم البلدات الحضرية هذه السلطة لتحقيق تنمية اقتصادية أكبر. ولاحظ أنه في ميشيغان، البلدة الحضرية مختلفة عن بلدة الميثاق. لمزيد من المعلومات عن التفاصيل في كل ولاية، راجع المقالات ذات الصلة أدناه:
- البلدة الحضرية (ميشيغان)
- البلدة الحضرية (مينيسوتا)
- البلدة الحضرية (أوهايو)
- المدينة الحضرية (ويسكونسن)